# Білель Іфа
Білель Іфа (араб. بلال العيفة, *нар. 9 березня 1990, Ар'яна) — туніський футболіст, захисник «Клуб Африкен» та національної збірної Тунісу.

## Клубна кар'єра
У дорослому футболі дебютував 2007 року виступами за команду клубу «Клуб Африкен», кольори якого захищає донині, основний гравець захисту команди.

## Виступи за збірну
У 2008 році дебютував в офіційних матчах у складі національної збірної Тунісу. Наразі провів у формі головної команди країни 45 матчів, забивши 3 голи.
У складі збірної був учасником Кубка африканських націй 2010 року в Анголі, Кубка африканських націй 2012 року у Габоні та Екваторіальній Гвінеї, Кубка африканських націй 2013 року у ПАР.

## Досягнення
- Чемпіон Тунісу: 2014-15
- Володар Кубка Тунісу: 2016-17, 2017-18
- Володар Суперкубка Кувейту: 2022
- Володар Кубка Еміра Кувейту: 2023
- Чемпіон Кувейту: 2022-23